# 君恋し (テレビドラマ)
『君恋し』（きみこいし）は、1976年8月30日～10月29日にTBS「花王 愛の劇場」枠にて放送された昼ドラマである。

## キャスト
- 雪枝 - 松本留美
- 川津祐介
- 西田健
- 武岡淳一
- 小栗一也
- 新海百合子
- 真田五郎
- 岸井あや子
- 依田英助
- 光映子
- 丸山由利亜
- ナレーター - 坂本和子

## スタッフ
- 監督 - 八木美津雄
- 助監督 - 宮坂清彦
- 記録 - 土屋啓子
- 制作担当 - 戸井田康国
- 制作主任 - 船津英恒､森井勝美
- プロデューサー - 藤川忠勝、金川勝利
- 作 - 芦沢俊郎
- 音楽 - 土田啓四郎
- 美粧 - 深田光子
- 衣裳協力 - インターモード
- 題字 - 大谷栄昌（松竹衣裳）
- 撮影技術 - 渡辺浩
- 照明 - 井上幸男
- 録音 - 熊谷宏
- 編集 - 米内山順子（東京現像所、脇坂サウンド、日本録音センター）
- 制作 - tbs､松竹

## 主題歌
- 『君恋し』
  - 作詞：時雨音羽 / 作曲：佐々紅華 / 編曲：大柿隆  / 歌：由紀さおり